# Double Dubliners
《Double Dubliners》(더블 더블리너스)는 아일랜드의 포크 그룹 더 더블리너스의 아홉 번째 정규 음반이다. 폴리도르 레코드가 이 음반을 재발매했을 때 사용한 《Alive and Well》이라는 제목으로도 유명하다. 로니 드루가 패트릭 피어스의 시 "The Rebel"을 음반에 활용하였다. 유명한 곡으로는 "The Sun Is Burning", "The Night Visiting Song" 등이 있으며, 둘 다 루크 켈리가 불렀다. 1983년 12월, "The Night Visiting Song"이 더 더블리너스가 아일랜드의 텔레비전에서 마지막으로 공연한 곡이 되었다.

## 트랙 리스트

### 사이드 원
1. "Free the People"
2. "The Louse House of Kilkenny"
3. "The Springhill Disaster"
4. "The Musical Priest/The Blackthorn Stick"
5. "Champion at Keeping Them Rolling"
6. "The Sun Is Burning"

### 사이드 투
1. "Gentleman Soldier"
2. "The Rebel"
3. "The Gartan Mother's Lullaby"
4. "Drops of Brandy/Lady Carberry"
5. "Smith of Bristol"
6. "The Night Visiting Song"

## 크레딧
- 키어런 버크 - 틴 휘슬, 하모니카, 어쿠스틱 기타, 리드 보컬, 백 보컬
- 로니 드루 - 어쿠스틱 기타, 리드 보컬, 백 보컬
- 루크 켈리 - 밴조, 리드 보컬, 백 보컬
- 바니 매케너 - 테너 밴조, 만돌린
- 존 시헌 - 바이올린, 틴 휘슬, 만돌린